# Xavier Marc
Xavier Rivera Marc (Guadalajara, 16 de janeiro de 1948 - Cidade do México, 19 de fevereiro de 2022) foi um ator mexicano, conhecido por seus papéis em Two Mules for Sister Sara, The Bridge in the Jungle e The Legend of Zorro.

## Vida e carreira
Estudou atuação na School of Theatre Arts do National Institute of Fine Arts, em Nova York, no Dimitrio Sarrás Studio, e na academia de Uta Hagen e Herbert Berghof em Nova York. Recebeu uma bolsa do governo francês para estudar os métodos de Brecht e Stanislavski em Paris. Na Universidade da Califórnia em Los Angeles (UCLA), ele teve aulas de roteiro, atuação, canto e pantomima. Estreou como ator no teatro, na peça "A Comédia dos Erros", em 1960.